# أرتور موريرا
أرتور موريرا (بالبرتغالية: Artur Filipe Bernardes Moreira‏) هو لاعب كرة قدم برتغالي في مركز الوسط، ولد في 18 فبراير 1984 في أفيرو في البرتغال. لعب مع تشورنومورتس أوديسا ونادي أروكا ونادي بيرا مار ونادي ماريتيمو وA.A. Avanca ‏.

## وصلات خارجية
- أرتور موريرا على موقع اتحاد أوكرانيا (الإنجليزية)
- أرتور موريرا على موقع قاعدة بيانات كرة القدم.إي يو (الإنجليزية)
- أرتور موريرا على موقع Soccerway.com (الإنجليزية)
- أرتور موريرا على موقع AS.com (الإسبانية)